# Froyennes
Froyennes (Nederlands: Fraaihem) is een dorp in de Belgische provincie Henegouwen, en een deelgemeente van de Waalse stad Doornik. Froyennes was een zelfstandige gemeente, tot die bij de gemeentelijke herindeling van 1977 toegevoegd werd aan de gemeente Doornik.

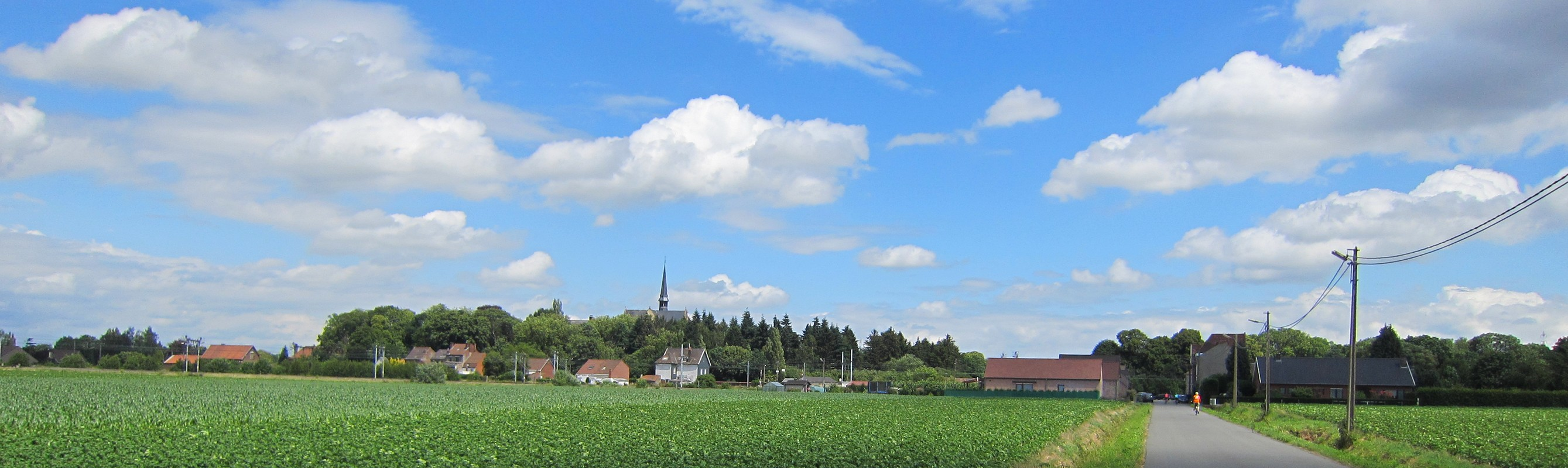
Zicht op Froyennes

In het Nederlands wordt de plaats Fraaihem genoemd.

## Bezienswaardigheden
- Het Kasteel van Beauregard (Château de Beauregard) van 1795, omringd door een landschapspark.
- Het Kasteel van Froyennes (Château de Froyennes) oorspronkelijk van 1723, deels gesloopt en sterk verbouwd in 1865.
- De pastorie uit de 18e eeuw.
- De Sint-Eligiuskerk (Église Saint-Eloi), een neogotische kerk van 1840.
- De Sint-Eligiusbron van 1843.
- De Moulin de Froyennes, een watermolen.
- Op de begraafplaats van Froyennes bevindt zich een perk met Belgische oud-strijders en gesneuvelden uit beide wereldoorlog. Er ligt ook een perk met 30 Britse gesneuvelden uit de Tweede Wereldoorlog.

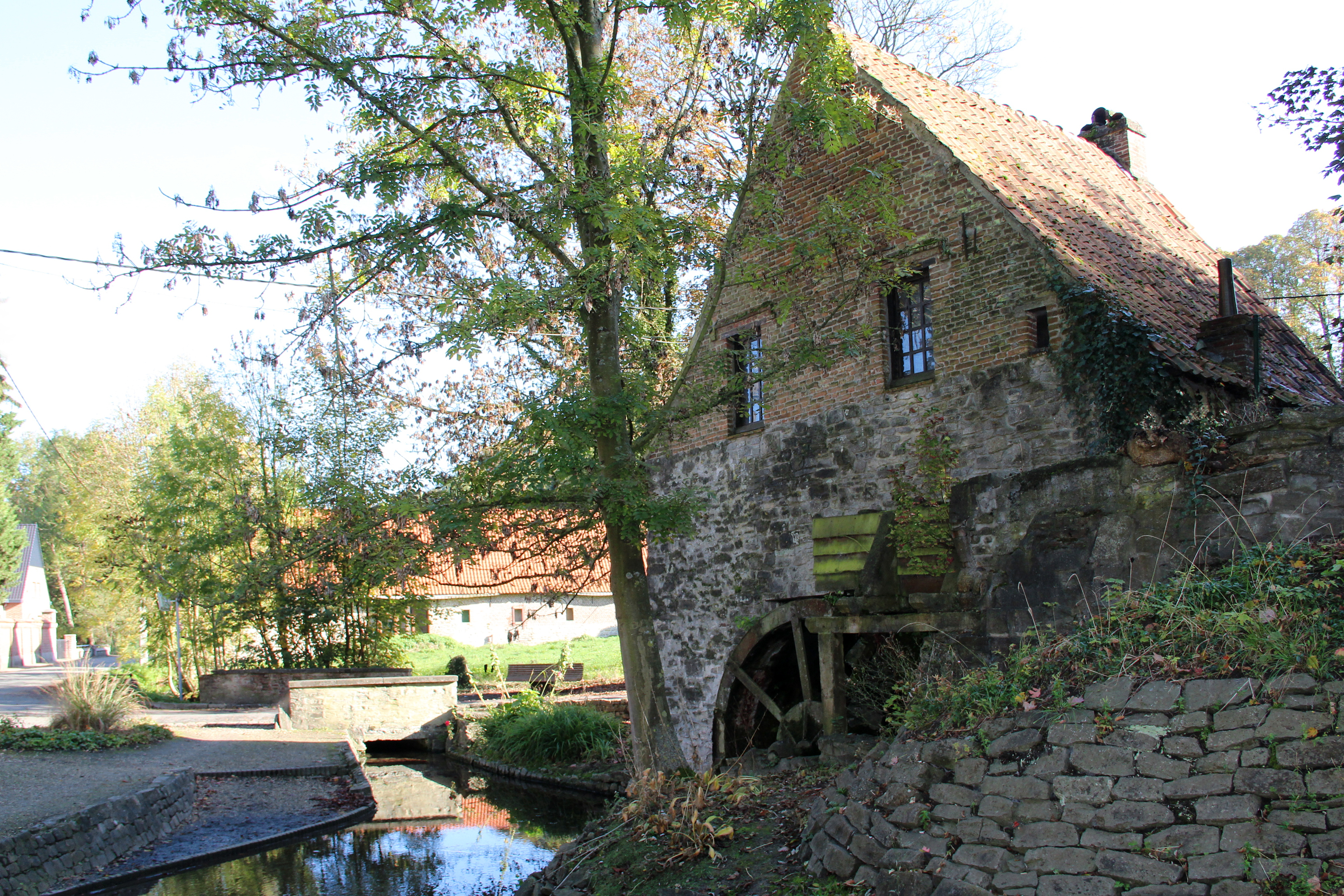
De oude watermolen
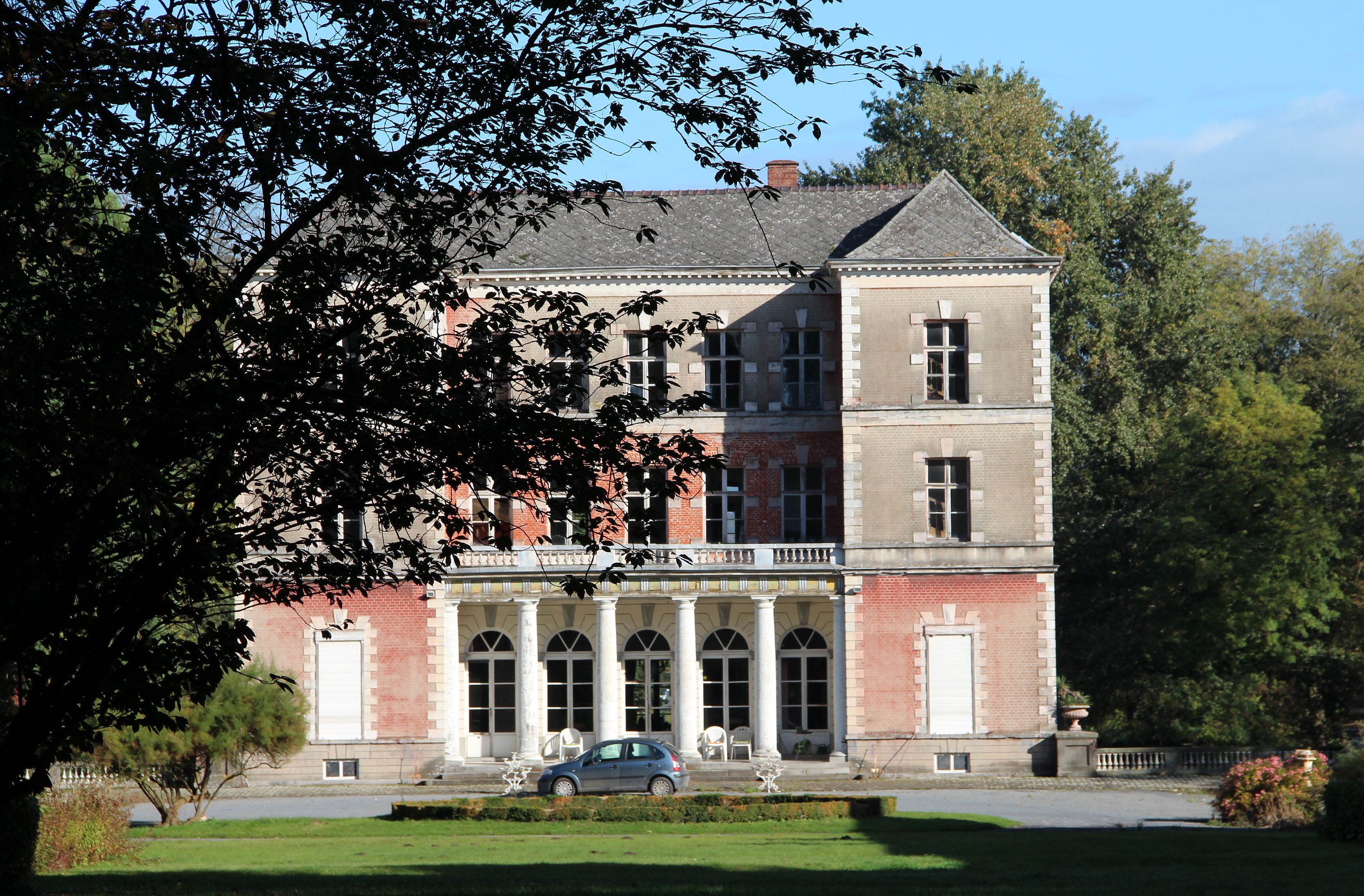
Kasteel Beauregard

## Natuur en landschap
Froyennes ligt aan de rand van de Doornikse agglomeratie. De hoogte bedraagt ongeveer 21 meter.

## Demografische ontwikkeling
- Bronnen:NIS, Opm:1831 tot en met 1970=volkstellingen

## Politiek
Kain had een eigen gemeentebestuur en burgemeester tot de fusie van 1977. 

### Burgemeesters
| Tijdspanne | Tijdspanne  | Burgemeester    |
| ---------- | ----------- | --------------- |
|            | 1948 - 1958 | Gaston Dekerpel |

## Verkeer en vervoer
Door Froyennes loopt de autosnelweg A8/Europese weg 42, die er een op- en afrit heeft die aansluit op de N50. Die N50 (Chaussée de Petit Maire) loopt door het oosten Froyennes, en is de oude gewestweg van Doornik naar Kortrijk.
Centraal door Froyennes loopt de N509 (Chaussée de Lannoy) van Doornik naar het Franse Lannoy.
Door Froyennes loopt spoorlijn 94 van Doornik naar de Franse grens. Ten noorden van Froyennes staat langs deze lijn het station Froyennes.

## Nabijgelegen kernen
Doornik, Orcq, Blandain, Ramegnies-Chin